# 斯托克顿 (加利福尼亚州)
斯托克顿（或譯史塔克顿），位于美国加利福尼亚州中部，是圣华金县的县治所在，人口约29万（2010年）。老一輩華僑通常稱斯托克屯為「三埠」（大埠指三藩市，二埠為沙加緬度），但近年新移民已較少用這名稱。老一輩日本人稱「須市」。

## 历史

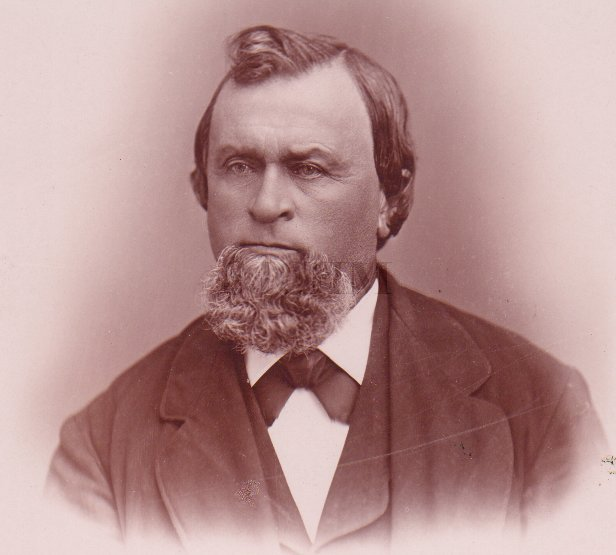
卡洛斯·玛丽亚·韦伯在收购并定居弗朗西斯坎波牧场后创立了斯托克顿

当欧洲人初到斯托克顿地区时，这里被北谷约库茨印第安人的一个分支雅奇庫姆占据。他们将村庄建在低矮的土丘上，以防洪水泛滥。一个名为帕薩西瑪斯的尤庫茨村庄位于爱迪生街和哈里森街之间的一个土墩上，现在是斯托克顿市中心的斯托克顿海峡。
锡斯基尤步道始于圣华金河谷北部。这是一条拥有数百年历史的美洲原住民小径，穿过萨克拉门托山谷，翻过喀斯喀特山脉，进入今天的俄勒冈州。
几个世纪以来，米沃克印第安人一直在斯托克顿及其周围广泛的水道网络中捕鱼和航行。在加利福尼亚淘金热期间，圣华金河可通过远洋船只航行，使斯托克顿成为天然的内陆海港和潜在金矿工人的补给和出发点。从19世纪中叶开始，斯托克顿成为该地区的交通枢纽，主要处理农产品。

### 19世纪

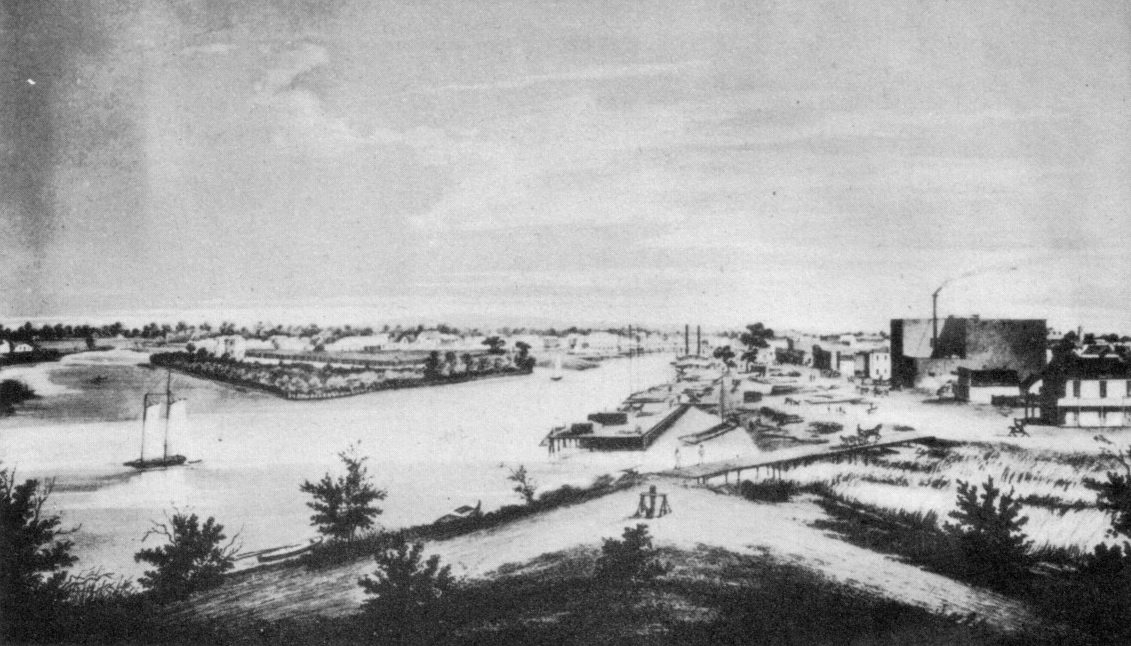
斯托克顿，约1860摄

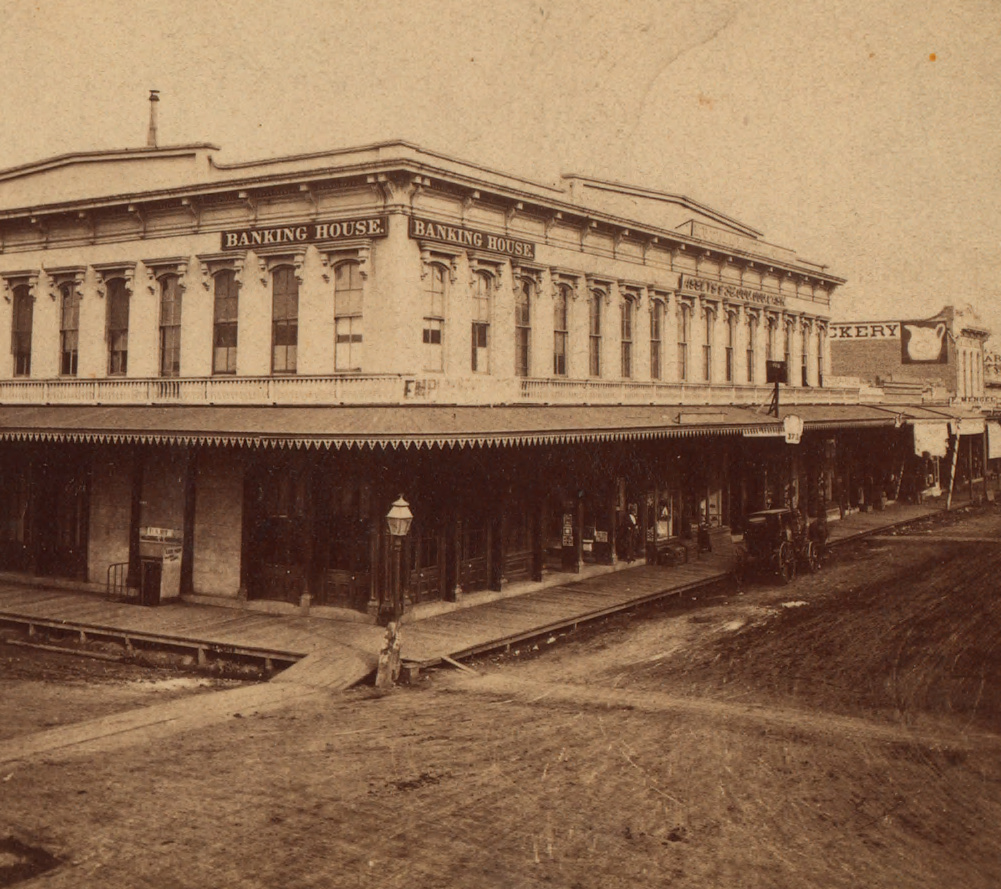
斯托克顿主街，约1870摄

#### 墨西哥时代
卡洛斯·玛丽亚·韦伯（Carlos Maria Weber）是1836年移居美国的德国人。他原名卡尔（Karl），后来在美国改名为查尔斯（Charles），在德克萨斯州度过了一段时光。1841年，他随巴特尔森-比德韦尔开垦团从密苏里州陆路来到加利福尼亚州，开始为约翰·萨特（John Sutter）工作时改名为卡洛斯（Carlos）。1842年，韦伯定居在圣何塞村。
作为外国人，韦伯无法直接获得土地权，因此他与古尔纳克（Guillermo "William" Gulnac）建立了合作伙伴关系。古尔纳克出生于纽约，娶了一名墨西哥女子，并宣誓效忠于当时统治着加利福尼亚的墨西哥。他为韦伯申请了“法国营地牧场”（Rancho Campo de los Franceses），这是圣华金河东侧11平方里格的一片地。
古尔纳克和韦伯于1843年解散了他们的合作伙伴关系。古尔纳克试图定居法国营地牧场的尝试失败了，韦伯于1845年获得了它。1846年，当美墨战争爆发时，韦伯说服了一些定居者在牧场定居。作为加利福尼亚人，韦伯被任墨西哥将军何塞·卡斯特罗邀请担任上尉职位，但他拒绝了。然而他后来接受了美国骑兵队队长的职位。韦伯上尉改变立场的决定使他在墨西哥商业伙伴中建立起来的信任大打折扣。因此，他于1847年搬到这片土地，并于1849年卖掉了他在圣何塞的生意。

#### 淘金时代
1848年加利福尼亚淘金热开始时，欧洲人和美国人在前往金矿的途中开始抵达韦伯牧场地区。当韦伯在1848年底决定尝试淘金时，他很快发现向淘金者出售供应品更有利可图。
作为圣华金河的航运中心，这座城市在淘金热期间迅速发展成为矿工的补给站。韦伯在圣华金河谷的一块现在被称为韦伯角的土地上建造了第一个永久住所。在淘金热期间，现在斯托克顿所在的位置发展成为一个河港、通往圣华金河谷黄金定居点的道路枢纽和斯托克顿 - 洛杉矶路的北端。在其早期，斯托克顿以多个名字而闻名，包括“韦伯维尔”、“肥城”、“马德维尔”和“加利福尼亚的日出海港”。1849年，韦伯规划了一个城镇，他将其命名为“图勒堡”，但他很快决定将其命名为“斯托克顿” 罗伯特·斯托克顿。斯托克顿是加利福尼亚州第一个使用既非西班牙语也非美洲原住民名称的社区。

#### 中国移民
1850年代，由于中国的政治和经济动荡以及加利福尼亚发现黄金，成千上万的中国人从中国广东省来到斯托克顿。淘金热过后，许多人在萨克拉门托-圣华金河三角洲的铁路和土地开垦项目工作，并留在斯托克顿。到1880年，斯托克顿已成为加州第三大华人社区的所在地。歧视性法律，特别是1882年的《排华法案》，限制移民并阻止华人购买房产。林肯酒店于1920年由王氏兄弟在南埃尔多拉多街建造，被认为是当时斯托克顿最好的酒店之一。只有在马格努森法案于1962年被废除，允许在美国出生的华人购买房产和拥有建筑物。

#### 城市成立
该市于1850年7月23日由县法院正式成立，第一次城市选举于1850年7月31日举行。1851年，斯托克顿市从加利福尼亚州获得特许状。早期的定居者包括来自亚洲、非洲、澳大利亚、欧洲、太平洋岛屿、墨西哥和加拿大的淘金者。历史上的人口多样性反映在斯托克顿的街道名称、建筑、众多的民族节日以及大多数市民的面孔和遗产中。1870年，人口普查局报告斯托克顿的人口为87.6%的白人和10.7%的亚洲人。这些年有很多华人作为工人移民到加州，尤其是为了横贯大陆的铁路。

### 20世纪

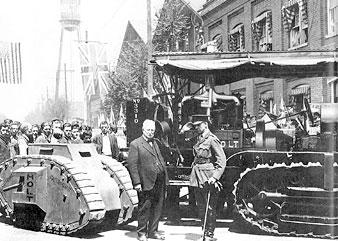
1918年4月，本杰明霍尔特（左）与英国上校欧内斯特邓禄普斯温顿在斯托克顿。左边是英国坦克的微型复制品。

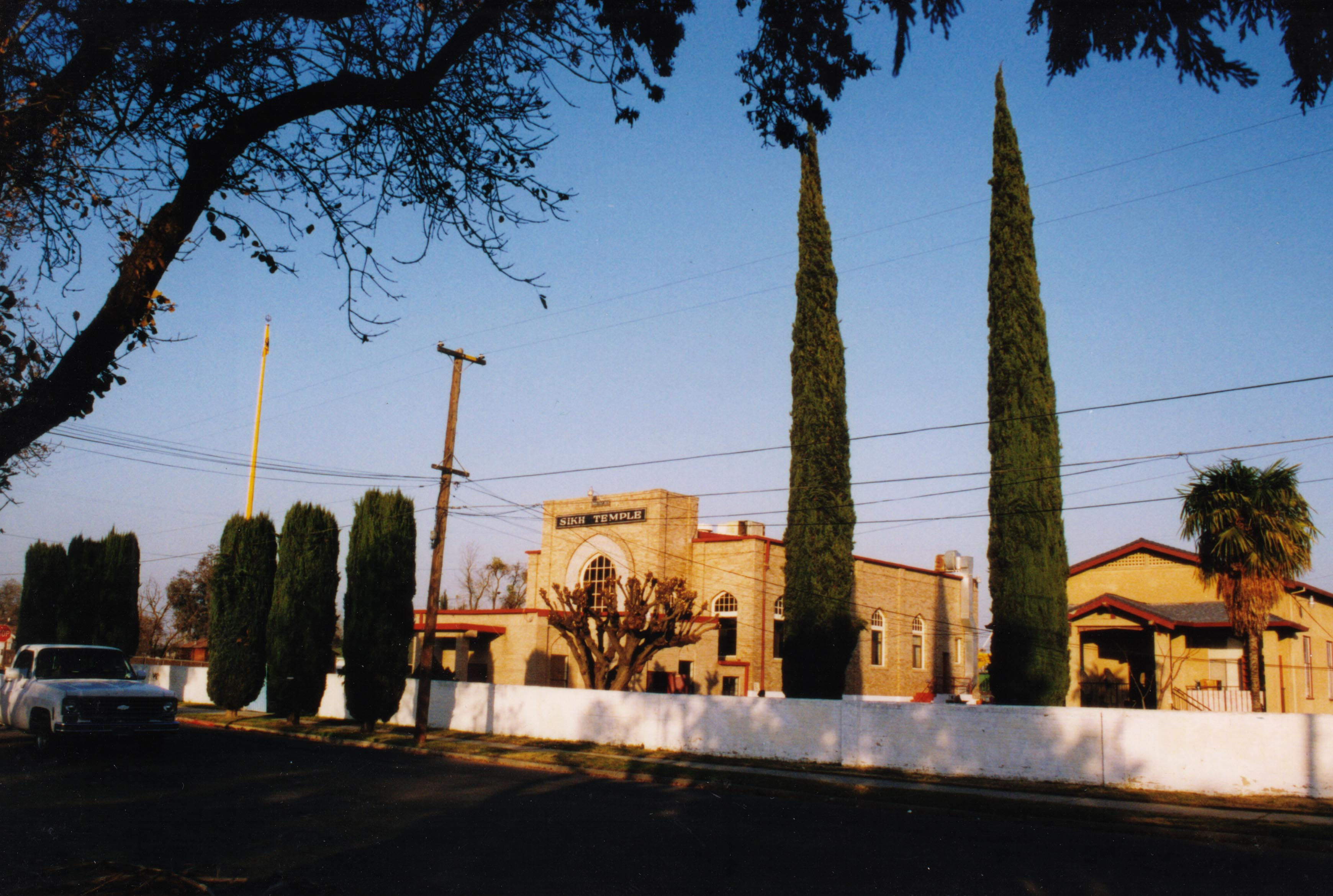
美国第一座锡克教寺庙，于1912年建于斯托克顿

1904年11月24日感恩节那天，霍尔特成功地测试了第一台可用的履带铺设机，耕作潮湿的圣华金河谷三角洲农田。据报道，公司摄影师查尔斯克莱门茨观察到拖拉机像毛毛虫一样爬行，霍尔特抓住了这个比喻。“是毛毛虫。这就是它的名字。”
1918年4月22日，英国陆军上校欧内斯特·邓洛普·斯文顿（Ernest Dunlop Swinton）访问美国期间访问了斯托克顿。第一次世界大战期间，英国和法国军队使用数百辆霍尔特拖拉机来运送重型枪支和补给品，斯温顿公开感谢霍尔特和他的员工为战争所做的贡献。在1914年和1915年期间，斯温顿曾主张在霍尔特的履带拖拉机上建造某种装甲战车，但没有成功（尽管英国确实开发了坦克，但它们来自不同的来源，并非直接源自霍尔特的机器）。在战场上出现坦克后，霍尔特制造了一个原型，气电坦克，但它没有进入生产。
1920年1月10日，主街发生一场大火，威胁着整个街区。凌晨2点左右，约斯特-多尔曼商店的地下室发生大火，地下室被烧毁，附近的商户也被火焰和水毁坏。损失估计为150,000美元。
到1931年，斯托克顿电气铁路公司在 28英里（45公里）的轨道上运营着40辆有轨电车。
斯托克顿是美国第一座锡克教寺庙的所在地；斯托克顿锡克教寺廟于1912年10月24日开业。它由巴巴·贾瓦拉·辛格和巴巴·瓦萨卡·辛格创立，他们是成功的旁遮普移民，他们在霍尔特河上耕种并拥有500英亩（202公顷）的土地。
1933年，港口实现现代化，改善通往旧金山湾的水道的斯托克顿深水航道加深并完工。这创造了推动城市发展的商业机会。拉夫和雷迪岛海军补给站的建立，使斯托克顿在冷战期间处于战略地位。在大萧条期间，该镇的罐头行业成为劳资纠纷的战场，导致1937年的菠菜暴动。 

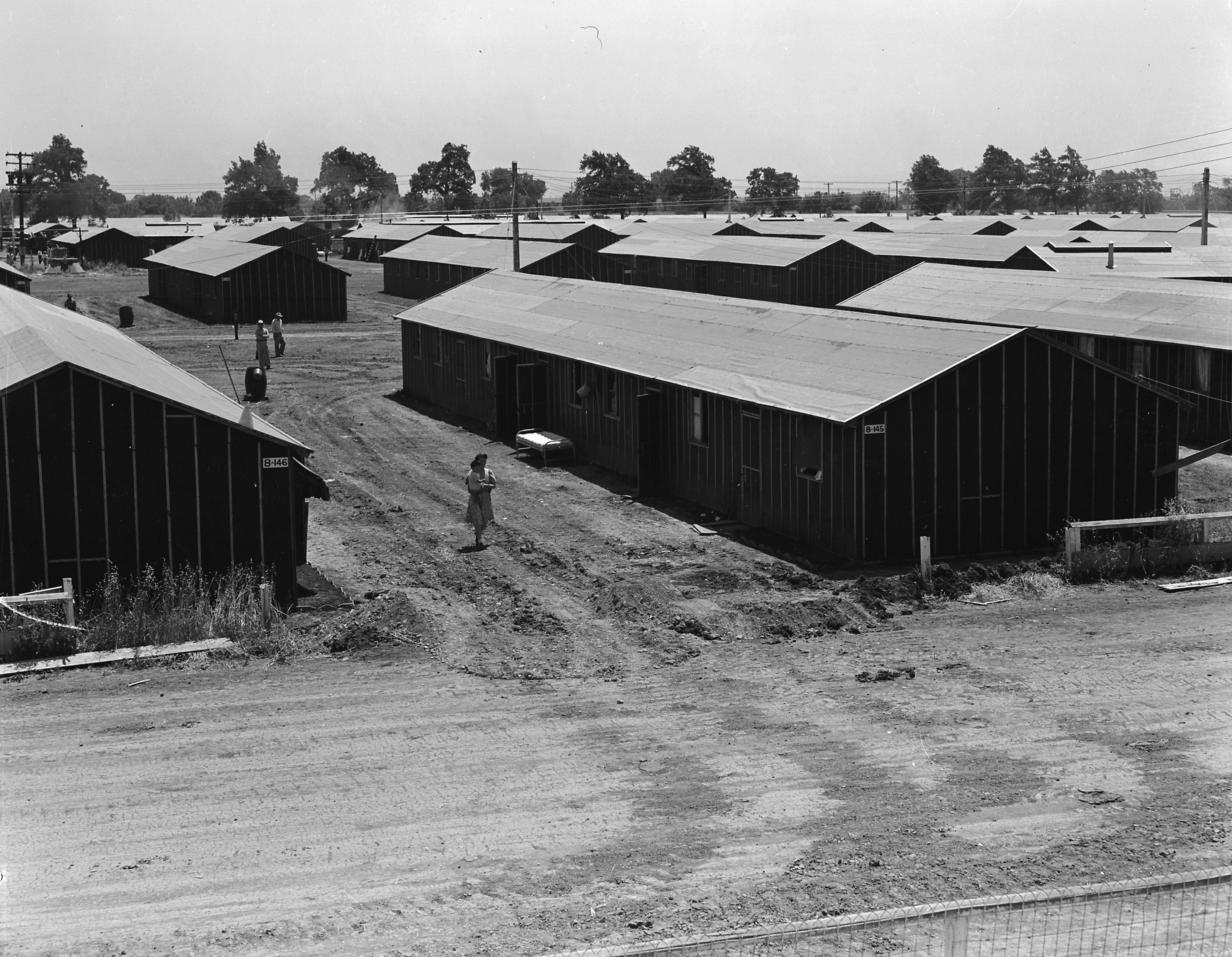
斯托克顿装配中心的局部视图

二战期间，斯托克顿集会中心建在圣华金县集市上，距离当时的市中心只有几个街区。作为战时平民控制管理局管理的15个临时拘留所之一，该中心关押了大约4,200名根据第9066号行政命令从西海岸家中搬走的日裔美国人，他们正在等待转移到该国内陆更永久和孤立的营地。该中心于1942年5月10日开放，一直运营到10月17日，当时该中心的大部分人口被送往阿肯色州罗威尔。前监禁地点于1980年被命名为加州历史地标，并于1984年在集市入口处竖立了一个标志。
1979年，斯托克顿居民区的一个部落墓地开发出土了200具米沃克遗骸。为了防止进一步亵渎墓地，这些人的后代发起了一场法律案件，即瓦纳熊诉社区建设（1982）。该决定最终支持了开发公司，这被美洲原住民严厉批评为种族中心主义的表现。
1996年9月，基地调整和关闭委员会宣布最终关闭位于粗糙而准备的岛屿上的斯托克顿海军预备役中心。该岛以前被称为拉夫和雷迪岛海军补给站，在冷战期间曾作为太平洋潜艇活动的主要通信前哨。该网站正在慢慢重建为商业地产。

## 地理
斯托克顿的气候正好位于夏季炎热的地中海( Köppen : Csa ) 和凉爽的半干旱( BSk )的边界上，并且在这两者之间波动。斯托克顿的特点是炎热干燥的夏季和凉爽潮湿的冬季。在平均一年中，13.45英寸（341.6毫米）的降水量中有近95%来自10月至4月。位于中央山谷，温度范围比附近的湾区大得多。夏季的昼夜温度变化程度大约是冬季的两倍。图勒雾在一些冬天的日子里覆盖该地区。斯托克顿位于肥沃的加州地中海气候草原 三角洲的中心地带，与太平洋和内华达山脉的距离大致相等。[需要引证]海岸和中央山谷之间的中间气候与西班牙巴达霍斯的气候相似。
| 加利福尼亚州斯托克顿都会机场（1991–2020年正常值，1948年至今极端数据） | 加利福尼亚州斯托克顿都会机场（1991–2020年正常值，1948年至今极端数据） | 加利福尼亚州斯托克顿都会机场（1991–2020年正常值，1948年至今极端数据） | 加利福尼亚州斯托克顿都会机场（1991–2020年正常值，1948年至今极端数据） | 加利福尼亚州斯托克顿都会机场（1991–2020年正常值，1948年至今极端数据） | 加利福尼亚州斯托克顿都会机场（1991–2020年正常值，1948年至今极端数据） | 加利福尼亚州斯托克顿都会机场（1991–2020年正常值，1948年至今极端数据） | 加利福尼亚州斯托克顿都会机场（1991–2020年正常值，1948年至今极端数据） | 加利福尼亚州斯托克顿都会机场（1991–2020年正常值，1948年至今极端数据） | 加利福尼亚州斯托克顿都会机场（1991–2020年正常值，1948年至今极端数据） | 加利福尼亚州斯托克顿都会机场（1991–2020年正常值，1948年至今极端数据） | 加利福尼亚州斯托克顿都会机场（1991–2020年正常值，1948年至今极端数据） | 加利福尼亚州斯托克顿都会机场（1991–2020年正常值，1948年至今极端数据） | 加利福尼亚州斯托克顿都会机场（1991–2020年正常值，1948年至今极端数据） |
| 月份                                                                  | 1月                                                                   | 2月                                                                   | 3月                                                                   | 4月                                                                   | 5月                                                                   | 6月                                                                   | 7月                                                                   | 8月                                                                   | 9月                                                                   | 10月                                                                  | 11月                                                                  | 12月                                                                  | 全年                                                                  |
| --------------------------------------------------------------------- | --------------------------------------------------------------------- | --------------------------------------------------------------------- | --------------------------------------------------------------------- | --------------------------------------------------------------------- | --------------------------------------------------------------------- | --------------------------------------------------------------------- | --------------------------------------------------------------------- | --------------------------------------------------------------------- | --------------------------------------------------------------------- | --------------------------------------------------------------------- | --------------------------------------------------------------------- | --------------------------------------------------------------------- | --------------------------------------------------------------------- |
| 历史最高温 °C（°F）                                                   | 26 (78)                                                               | 26 (79)                                                               | 31 (87)                                                               | 38 (100)                                                              | 42 (107)                                                              | 44 (111)                                                              | 46 (115)                                                              | 45 (113)                                                              | 46 (115)                                                              | 38 (101)                                                              | 29 (85)                                                               | 24 (76)                                                               | 46 (115)                                                              |
| 平均最高温 °C（°F）                                                   | 18.5 (65.3)                                                           | 22.0 (71.6)                                                           | 26.3 (79.3)                                                           | 31.8 (89.3)                                                           | 36.3 (97.3)                                                           | 40.2 (104.3)                                                          | 41.0 (105.8)                                                          | 40.5 (104.9)                                                          | 38.6 (101.4)                                                          | 33.4 (92.2)                                                           | 25.4 (77.8)                                                           | 18.8 (65.9)                                                           | 42.1 (107.7)                                                          |
| 平均高温 °C（°F）                                                     | 13.9 (57.0)                                                           | 17.2 (62.9)                                                           | 20.3 (68.5)                                                           | 23.6 (74.5)                                                           | 28.2 (82.8)                                                           | 32.4 (90.4)                                                           | 35.2 (95.4)                                                           | 34.7 (94.4)                                                           | 32.4 (90.4)                                                           | 26.8 (80.3)                                                           | 19.2 (66.6)                                                           | 13.9 (57.1)                                                           | 24.8 (76.7)                                                           |
| 平均低温 °C（°F）                                                     | 3.9 (39.1)                                                            | 5.2 (41.3)                                                            | 6.8 (44.2)                                                            | 8.6 (47.4)                                                            | 11.4 (52.6)                                                           | 14.2 (57.6)                                                           | 16.1 (60.9)                                                           | 15.7 (60.3)                                                           | 14.2 (57.5)                                                           | 10.3 (50.6)                                                           | 6.0 (42.8)                                                            | 3.6 (38.4)                                                            | 9.7 (49.4)                                                            |
| 平均最低温 °C（°F）                                                   | −2.1 (28.2)                                                           | −0.6 (31.0)                                                           | 1.7 (35.0)                                                            | 3.5 (38.3)                                                            | 6.9 (44.5)                                                            | 9.9 (49.8)                                                            | 12.3 (54.1)                                                           | 12.1 (53.8)                                                           | 9.9 (49.9)                                                            | 5.0 (41.0)                                                            | −0.1 (31.9)                                                           | −2.3 (27.9)                                                           | −3.3 (26.0)                                                           |
| 历史最低温 °C（°F）                                                   | −9 (16)                                                               | −6 (22)                                                               | −3 (27)                                                               | 0 (32)                                                                | 2 (36)                                                                | 7 (45)                                                                | 9 (49)                                                                | 8 (47)                                                                | 6 (42)                                                                | 1 (33)                                                                | −4 (25)                                                               | −8 (17)                                                               | −9 (16)                                                               |
| 平均降水量 mm（）                                                     | 68 (2.67)                                                             | 64 (2.50)                                                             | 49 (1.91)                                                             | 28 (1.11)                                                             | 14 (0.57)                                                             | 2.5 (0.10)                                                            | 0.00 (0.00)                                                           | 0.25 (0.01)                                                           | 2.0 (0.08)                                                            | 18 (0.69)                                                             | 36 (1.40)                                                             | 61 (2.41)                                                             | 342 (13.45)                                                           |
| 平均降水天数（≥ 0.01 in）                                             | 9.7                                                                   | 9.2                                                                   | 9.0                                                                   | 5.3                                                                   | 2.9                                                                   | 1.0                                                                   | 0.2                                                                   | 0.2                                                                   | 0.7                                                                   | 2.8                                                                   | 6.4                                                                   | 9.1                                                                   | 56.5                                                                  |
| 平均相對濕度（％）                                                    | 84                                                                    | 78                                                                    | 70                                                                    | 61                                                                    | 53                                                                    | 49                                                                    | 46                                                                    | 48                                                                    | 52                                                                    | 60                                                                    | 76                                                                    | 84                                                                    | 63                                                                    |
| 来源：NOAA（1981–2010年相对湿度）                                     |                                                                       |                                                                       |                                                                       |                                                                       |                                                                       |                                                                       |                                                                       |                                                                       |                                                                       |                                                                       |                                                                       |                                                                       |                                                                       |

## 经济

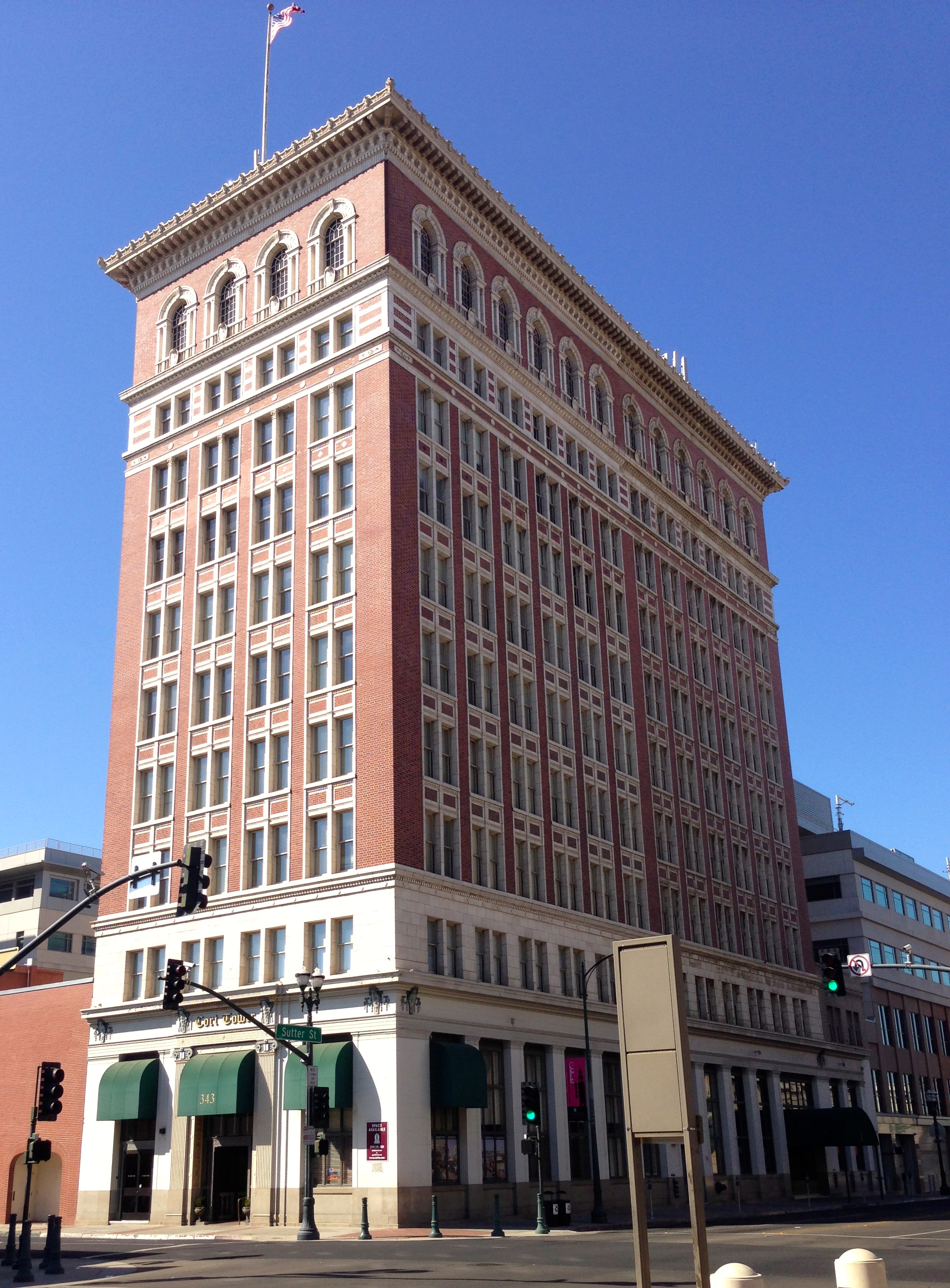
历史悠久的商业储蓄银行大楼，斯托克顿

历史上是一个农业社区，斯托克顿的经济已经多元化发展到其他行业，包括电信和制造业。
斯托克顿相对于旧金山和萨克拉门托的中心位置，靠近州和州际高速公路系统，加上相对便宜的土地成本，促使多家公司将其区域业务基地设在该市。

### 购物
斯托克顿市有两个毗邻的购物中心： 韦伯斯敦购物中心和舍伍德购物中心。它在韦伯斯敦购物中心拥有北加州地区唯一的Dillard's，以及仍在北加州地区运营的三个西尔斯商店之一。

### 建设和公共支出

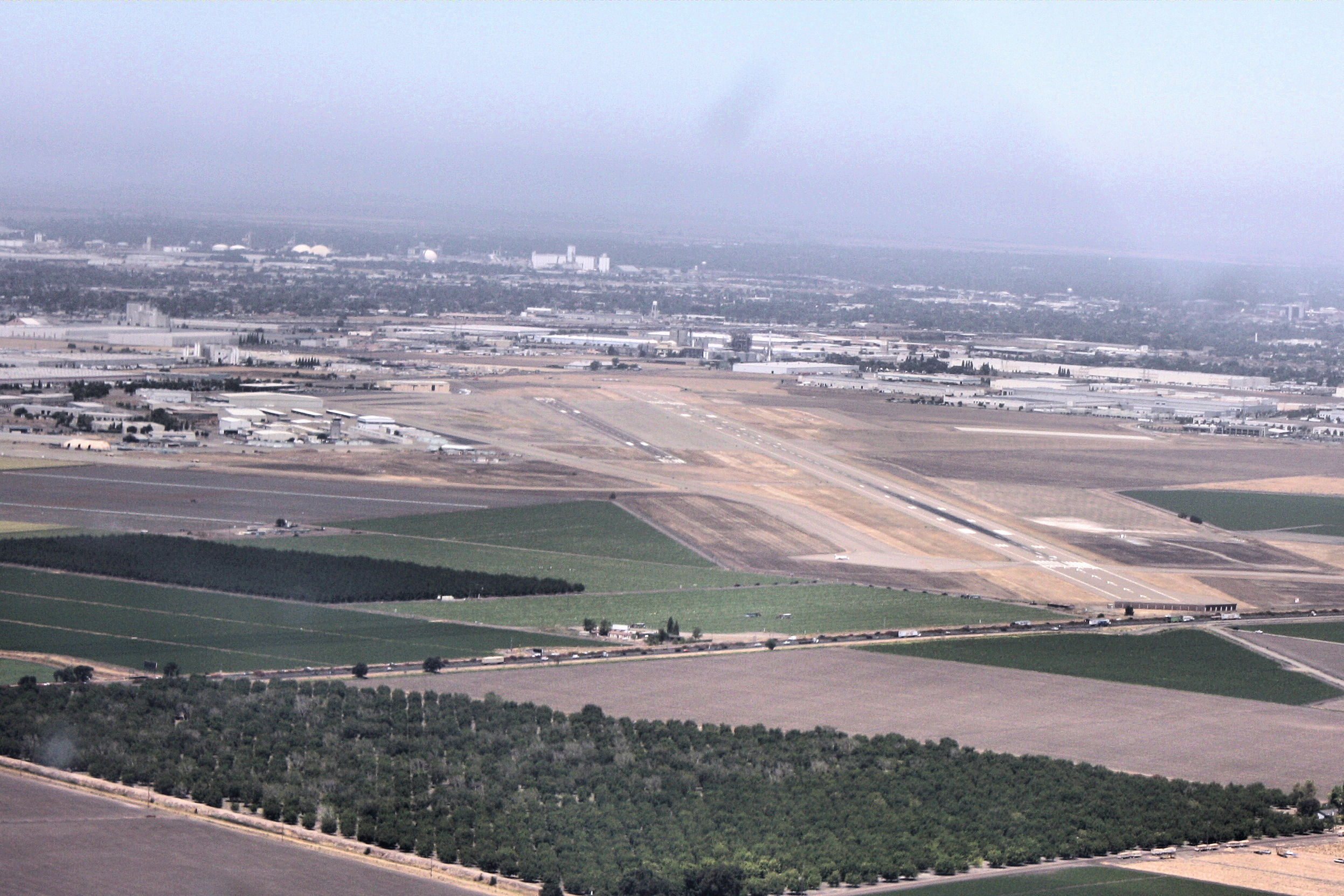
斯托克顿大都会机场全景，2009年摄

从90年代后期开始，斯托克顿开始了一些振兴项目。新建或翻新的建筑包括鲍勃霍普剧院、富豪市中心电影院和IMAX、圣华金 RTD市区交通中心、列克星敦广场海滨酒店、斯托克顿酒店、斯托克顿竞技场、圣华金县行政大楼和斯托克顿棒球场。
2009年，沿斯托克顿深水海峡南岸增加了一个新的市中心码头和相邻的琼达拉长廊。该地区还安装了各种公共艺术项目（参见斯托克顿的公共艺术部分）。

### 房地产泡沫
斯托克顿房地产市场受2007年次级抵押贷款金融危机的影响尤为严重，该市当年的止赎率居全美之首，每30套房屋中就有一套被取消抵押品赎回权。从2006年9月到2007年9月，斯托克顿的房价中位数下降了44%。
根据ACORN的说法，斯托克顿的韦斯顿牧场社区是1990年代中期建造的普通住宅的一个分区，该地区的止赎率是该地区最差的，ACORN是一个现已解散的全国中低收入家庭倡导组织。斯托克顿发现自己正处于2000年代投机性房地产泡沫的中心。斯托克顿的房地产在1998年至2005年期间价值增长了两倍多，但当2007年泡沫破灭时，随之而来的金融危机使斯托克顿成为美国受灾最严重的城市之一。
斯托克顿的房价在2008财年下跌了39%，该市的止赎率也是全国最高（9.5%）。斯托克顿2008年的失业率为13.3%，是美国最高的失业率之一。斯托克顿因其犯罪率而在2009年被福布斯评为美国第五大最危险的城市。2010年，主要由于上述因素，福布斯将其评为美国最不宜居住的三个地方之一。

### 城市破产
继2008年金融危机之后，2012年6月，斯托克顿成为美国历史上申请破产保护的最大城市。它在2013年7月被底特律超越。该市于2013年10月批准了一项退出破产的计划，选民于2013年11月5日批准了销售税，以帮助为退出提供资金。
房地产估值的暴跌对该市的收入基础产生了负面影响。2012年6月28日，斯托克顿根据美国破产法第9章规定申请破产保护。2013年4月1日，美国加州东区破产法院裁定斯托克顿符合破产保护条件。
斯托克顿破产案历时两年多，受到全国关注。2013年10月4日，斯托克顿市议会以6-0票数批准了一项破产退出计划，该计划将提交给位于萨克拉门托的加利福尼亚州东区美国破产法院。选民于2013年11月5日批准了四分之三美分的销售税，以帮助资助破产退出。
2014年10月30日，联邦破产法官批准了该市的破产恢复计划，从而允许该市继续按计划向退休工人支付养老金。该市于2015年2月25日退出美国破产法第9章规定。

### 保证基本收入实验
作为2019年全民基本收入私人资助实验的一部分，斯托克顿经济赋权示范（SEED）开展了一项试点项目，向125名随机选择的居民提供500美元的津贴，为期24个月，“没有任何附加条件。” ，它是由经济安全项目实现的，由Facebook联合创始人克里斯休斯主持的倡导小组为该计划提供了第一笔100万美元，以及资助该计划的其他十几个硅谷组织和私人捐助者其300万美元预算的其余部分。2021年3月发布的一份中期报告描述了该计划在第一年的积极效益。

## 人口
| 调查年                     | 人口    | 备注 | %±     |
| -------------------------- | ------- | ---- | ------ |
| 1860                       | 3,679   |      | —      |
| 1870                       | 10,066  |      | 173.6% |
| 1880                       | 10,282  |      | 2.1%   |
| 1890                       | 14,424  |      | 40.3%  |
| 1900                       | 17,506  |      | 21.4%  |
| 1910                       | 23,253  |      | 32.8%  |
| 1920                       | 40,296  |      | 73.3%  |
| 1930                       | 47,963  |      | 19.0%  |
| 1940                       | 54,714  |      | 14.1%  |
| 1950                       | 70,853  |      | 29.5%  |
| 1960                       | 86,321  |      | 21.8%  |
| 1970                       | 109,963 |      | 27.4%  |
| 1980                       | 148,283 |      | 34.8%  |
| 1990                       | 210,943 |      | 42.3%  |
| 2000                       | 243,771 |      | 15.6%  |
| 2010                       | 291,707 |      | 19.7%  |
| 2020                       | 320,804 |      | 10.0%  |
| U.S. Decennial Census 2020 |         |      |        |

| 种族构成                  | 2010  | 1990  | 1970  | 1940  |
| ------------------------- | ----- | ----- | ----- | ----- |
| 白人                      | 37.0% | 57.5% | 79.5% | 90.7% |
| —非拉丁裔白人             | 22.1% | 43.6% | 63.3% | n/a   |
| 非裔美国人                | 12.2% | 9.6%  | 11.0% | 1.6%  |
| 拉丁裔美国人 (含任何族裔) | 40.3% | 25.0% | 17.5% | n/a   |
| 亚裔美国人                | 21.5% | 22.8% | 7.9%  | 7.6%  |

## 友好城市
- 日本靜岡市（1959年3月9日）
- 菲律賓伊洛伊洛市（1965年8月2日）
- 墨西哥恩帕尔梅（英语：Empalme, Sonora）（1973年9月4日）
- 中国佛山市（1988年4月11日）
- 義大利帕爾馬（1998年1月13日）
- 柬埔寨马德望（2004年10月19日）
- 奈及利亞阿薩巴（2006年6月6日）